# Marc Tierney
Marcus Peter Tierney – detto Marc – (Prestwich, 23 agosto 1985) è un ex calciatore inglese, di ruolo difensore.

## Carriera
Nella stagione 2011-2012 ha giocato 17 partite in Premier League con il Norwich City.